# Cerâmica birmanesa

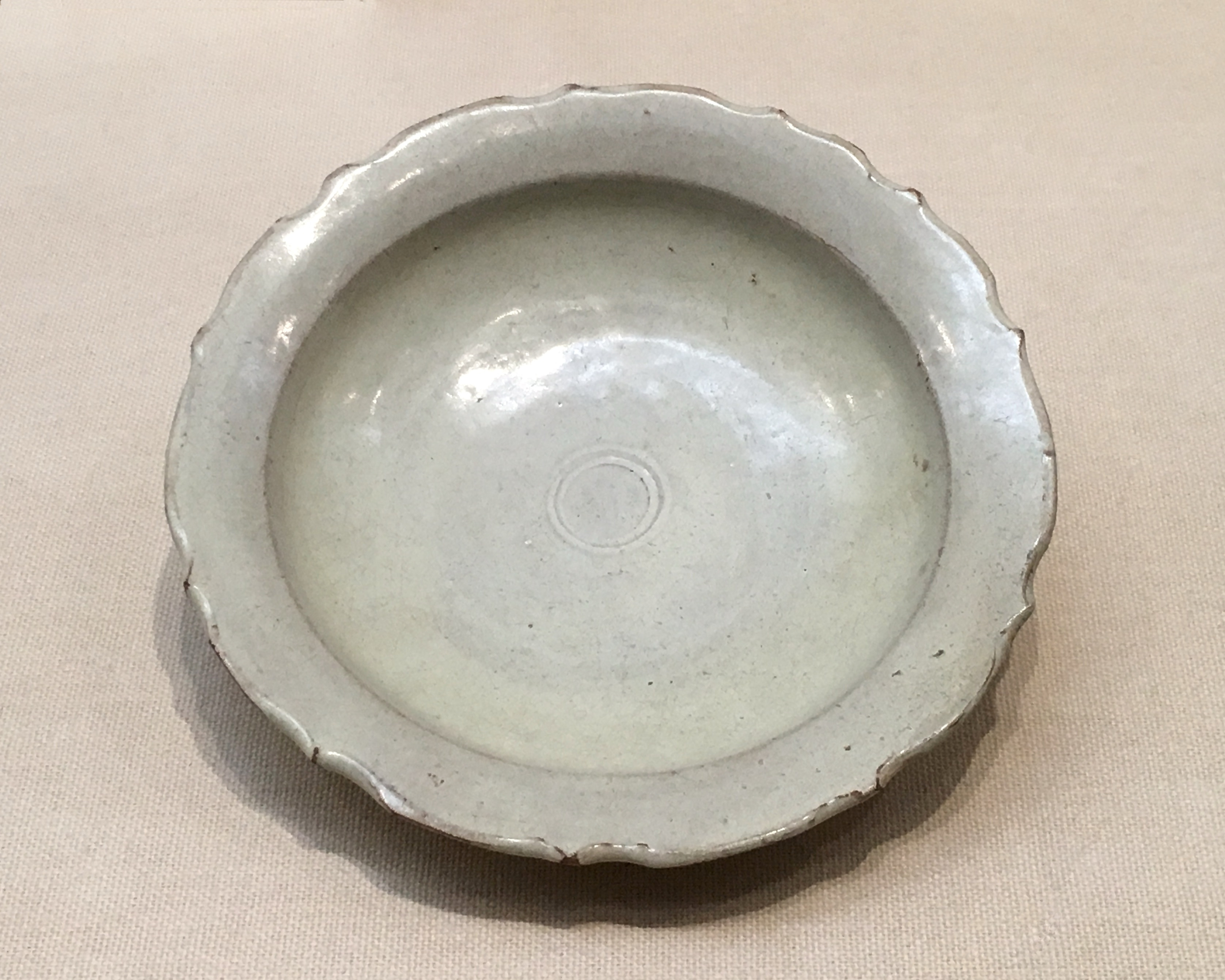
Prato em técnica de foliado, esmalte branco, século XV-XVI

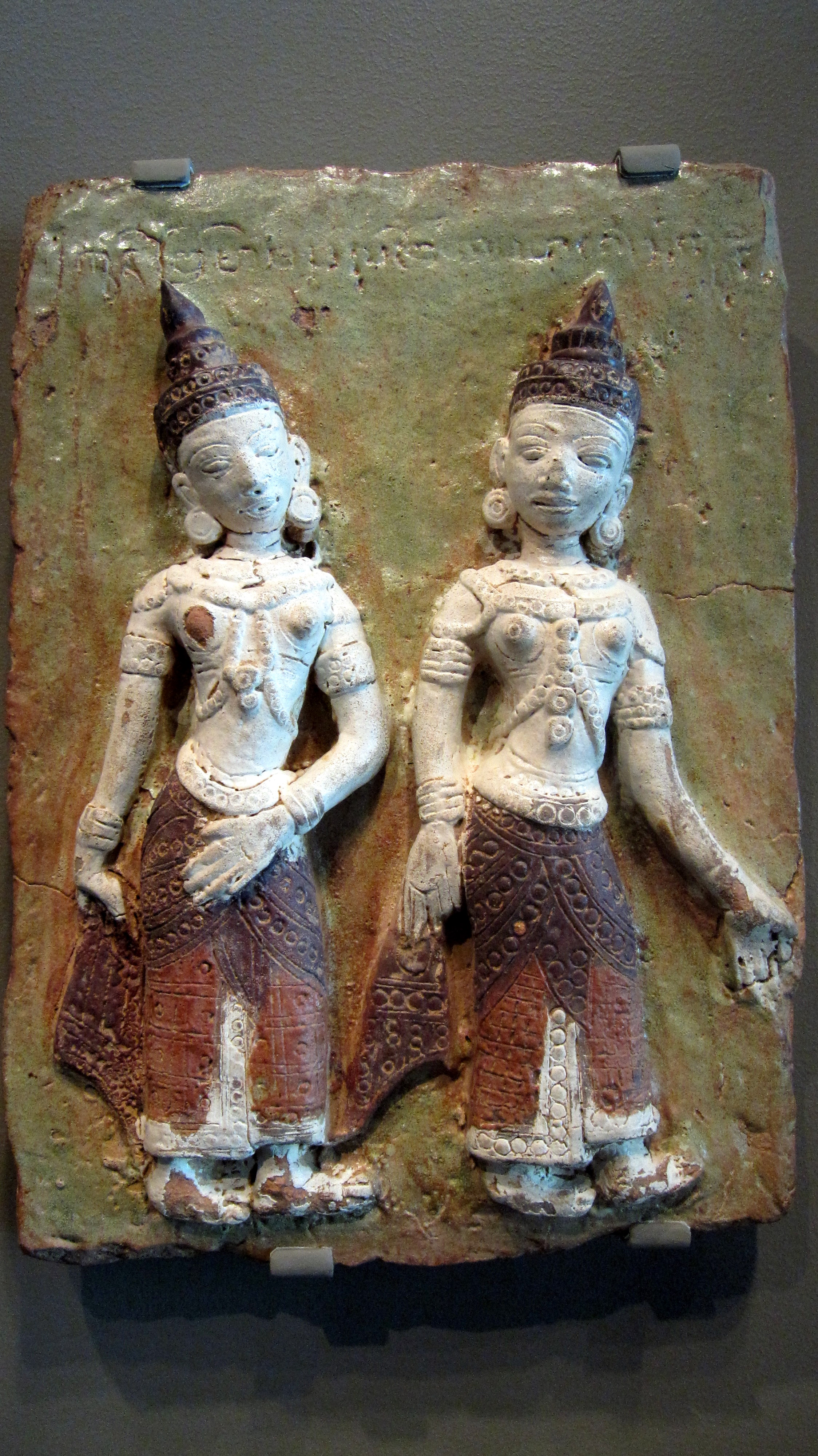
Filhas do demônio Mara, em terracota vitrificada, 1460-1470, Sul de Mianmar

Cerâmica birmanesa refere-se à cerâmica artística e à olaria projetada ou produzida como uma forma de arte birmanesa . A tradição da cerâmica birmanesa remonta ao terceiro milênio a.C. Cerâmica e olaria eram uma parte essencial do comércio entre Mianmar e seus vizinhos.
O vilarejo de Kyaukmyaung (Sagaing) é um importante centro de produção tradicional de cerâmica.